# Лі Юй (драматург)
Лі Юй (李渔, 1610 —1680) — китайський драматург та новеліст часів династії Мін.

## Життєпис
Народився у 1610 році у м. Жугао провінції Цзянсу. З дитинства виховувався згідно з принципами традиційного конфуціанського виховання і сподівався зробити традиційний вибір для інтелігентів того часу, тобто рухатись кар'єрною драбиною урядовця через екзамени. У 1628 році він перебрався до Нанкіну, сподіваючись брати участь у провінційних іспитах. Однак, тому що його життя припало на час заколотів, він декілька разів брав участь у державних екзаменах, але не мав успіху. Після цього Лі Юй відкинув ідею бути відомим, таким чином. Він відкрив невеличкий книжковий магазин, і заробляв собі на прожиття гравіюванням іменних печаток і надаючи послуги писаря. Але він направляв усі свої зусилля на театральну творчість.
Написання п'єс покращало фінансовий став Лі Юя, який до того був бідний, що годувався сами крабами. Лі Юй не лише створив велику кількість п'єс, але він також був драматургом постановок своїх п'єс на сцені. Під час таких постановок він брав на себе роль і режисера і актора. Серед світських людей і інтелігенції древнього Китаю професія актора вважалась низькою. Однак Лі Юй полюбляв свою справу і організував гастролі свого театру у десятках провінцій протягом більше ніж 20 років. після вторгнення у 1644 році маньчжурів до Китаю, Лі Юй подорожував за урядовими військами династії Південна Мін. Помер у 1680 році у м. Ханчжоу.

## Творчість
Найбільший творчий внесок Лі Юя полягає у написанні п'єс і есе з театрального мистецтва. Він написав 10 п'єс, серед яких «Камбаля», «Фенікс шукає фенікса», «Юй Сао Тоу», «Лянь Сян Бань», «Застава людей і звірів» («Женьшоугуань»), «І пен сюе» («Пригоршня снігу»), «Цзін чжун пу» («Про чесних і вірних») тощо. В цих п'єсах мова йде про кохання чоловіка і жінки. Сюжети п'єс звивисті, захоплюючі та гумористичні, взяті з реального життя. Його п'єси створені не лише для звеселення, вони несуть навантаження серйозного змісту. В п'єсах піддаються критиці відносини «хазяїн васал», а також одруження, визначене батьками. П'єси Лі Юй стали популярними у народі, і навіть стали відомими в Японії та країнах південно-східної Азії. Досі у традиційних постановках Китаю незмінно присутні п'єси Лі Юя.
Є також автором коротких оповідок, що увійшли до збірки «Дванадцять веж». Інша збірка «Тихі опери» присвячена темі одностатевого кохання. Крім того, складав есе (сяопінь) з гастрономії. Найбільш відомими є «Тому, хто має шлунок» (напівіронічний твір щодо вірного харчування), «Як бути щасливим, хоч багатий» та «Як бути щасливим, хоч бідний».